# Q來源
Q來源（英語：Q source），又稱Q文件（英語：Q document）、Q資料、Q福音書（Q Gospel）、Q口傳福音（Q Sayings Gospel）、Q典，或簡稱為Q，對《馬太福音》與《路加福音》文件來源的一個現代學術假設。它來自於德文：Quelle，意思是來源。這個假設認為，《馬太福音》與《路加福音》在《馬可福音》之外，又參考了一份已失傳的文件，這份文件的內容，推測是由耶穌門徒記錄下，來自耶穌的口傳資料（logia）。
這個假設由馬可居先說發展而來，在1900年出現，並且成為現代福音書研究的基礎之一。《多馬福音》出土之後，耶稣研究会提出了《多马福音》即Q來源的說法，但是大多数圣经学者拒绝承认这一理论，并将多马福音的写作时间定于公元2世纪。

## 歷史
在《路加福音》開頭，路加說明，他曾引用一些先前著作來寫作《路加福音》，但是這些來源並沒有留傳到現代。現代學者希望透過版本學的研究，來還原出這些最初的文件。
19世紀時，新約聖經研究者，懷疑傳統認定《馬太福音》是最早福音書的說法，開始支持馬可居先說，認為《馬可福音》最早出現，而《馬太福音》與《路加福音》的作者，都是參考《馬可福音》的資料來寫作的。但是，在《路加福音》與《馬太福音》中，有些共通段落是《馬可福音》沒有的，這讓現代學者懷疑《馬太福音》與《路加福音》參考了另一本已經失落的福音書。學者對校古代抄本後認為，馬太福音與路加福音並不是彼此抄襲的，而是參考了某個更早的資料，逐步形成了Q來源的假說。
英國神學家赫伯特·馬許（Herbert Marsh）在1801年提出類似的說法，是最早提出這個理論的先驅，但是並沒有受到重視。他用希伯來字母 beth (ב)來代表這個文件。德國神學家弗里德里希·施萊爾馬赫在1832年提出進一步證據。約在西元125年，帕皮亞的著作中曾說：「馬太以希伯來人講話的方式，編輯了由主口傳（希臘語：logia）的話語。」傳統上認為，這段話的意思是，馬太以希伯來文寫作福音書；但是弗里德里希·施萊爾馬赫認為，這段話的重點在於，馬太曾經引用了一些口傳文獻作為他寫作的材料。
克里斯丁·赫爾曼·魏塞接受弗里德里希·施萊爾馬赫的說法，結合馬可居先說，於1838年提出雙源假說。這個假說認為，《馬可福音》與口傳文獻，成為馬太福音與路加福音寫作的材料。